# Echinomuricea scolopendra
Echinomuricea scolopendra är en korallart som beskrevs av Thomson 1927. Echinomuricea scolopendra ingår i släktet Echinomuricea och familjen Plexauridae. Inga underarter finns listade i Catalogue of Life.